# Dualshock

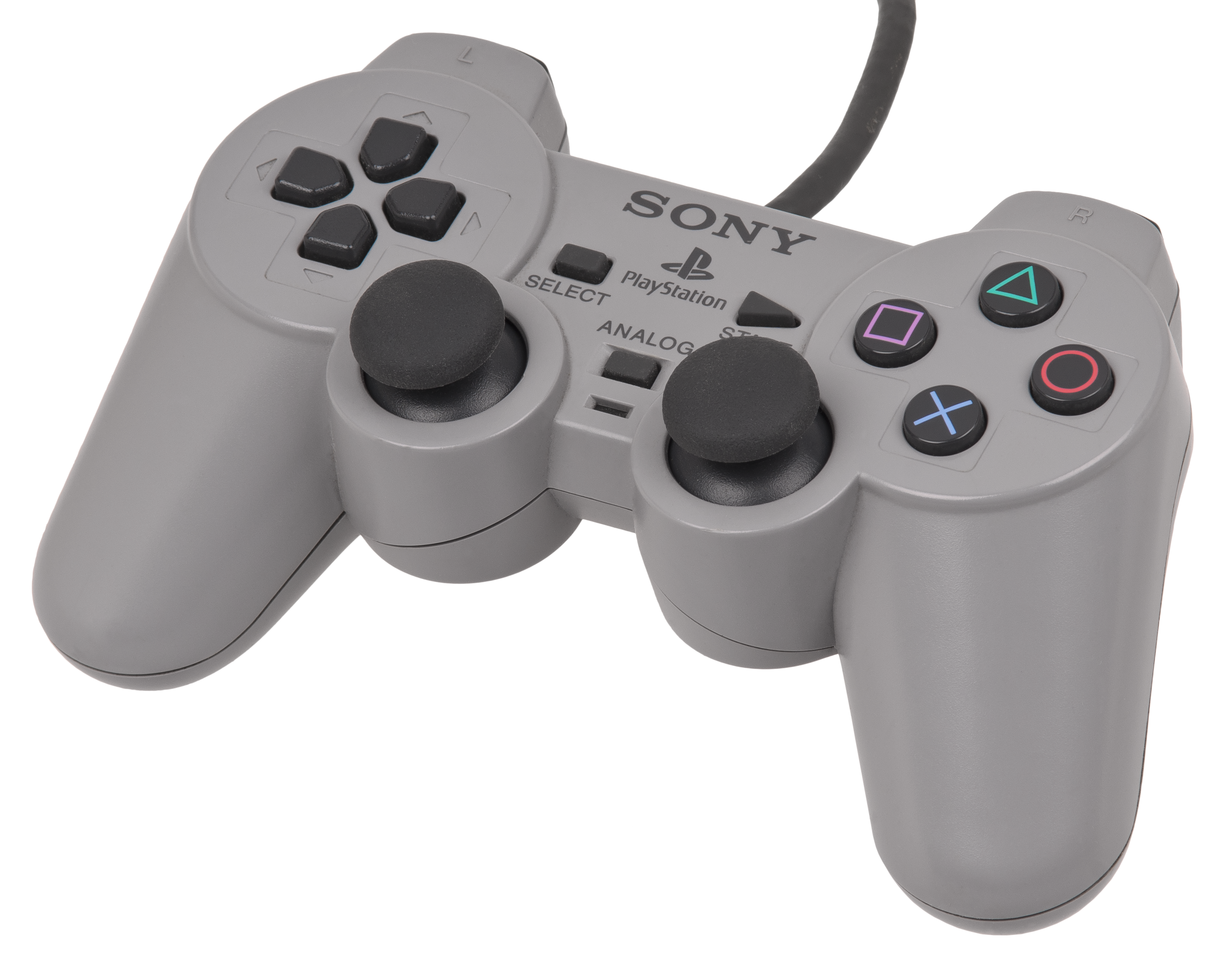
Dualshock

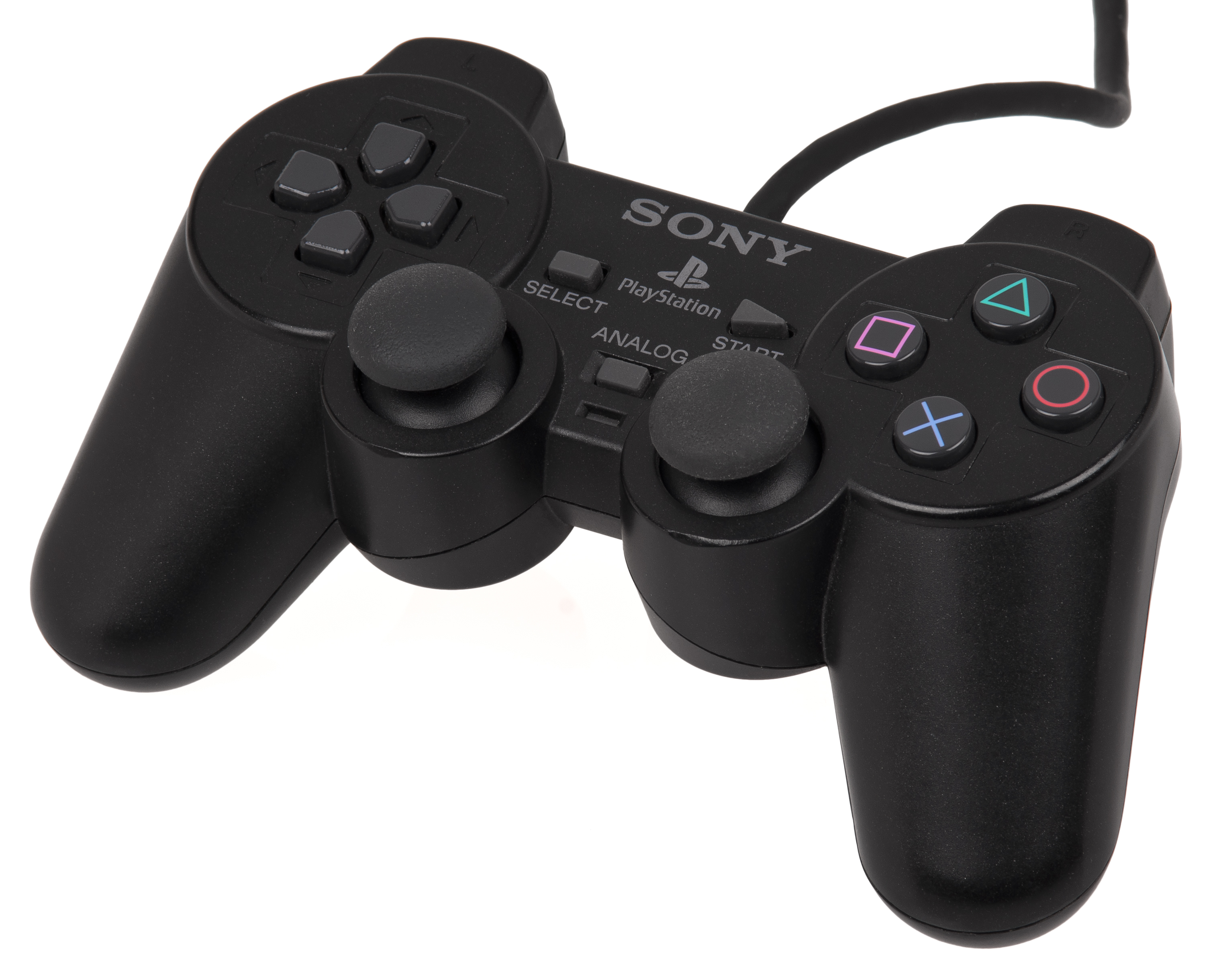
Dualshock 2

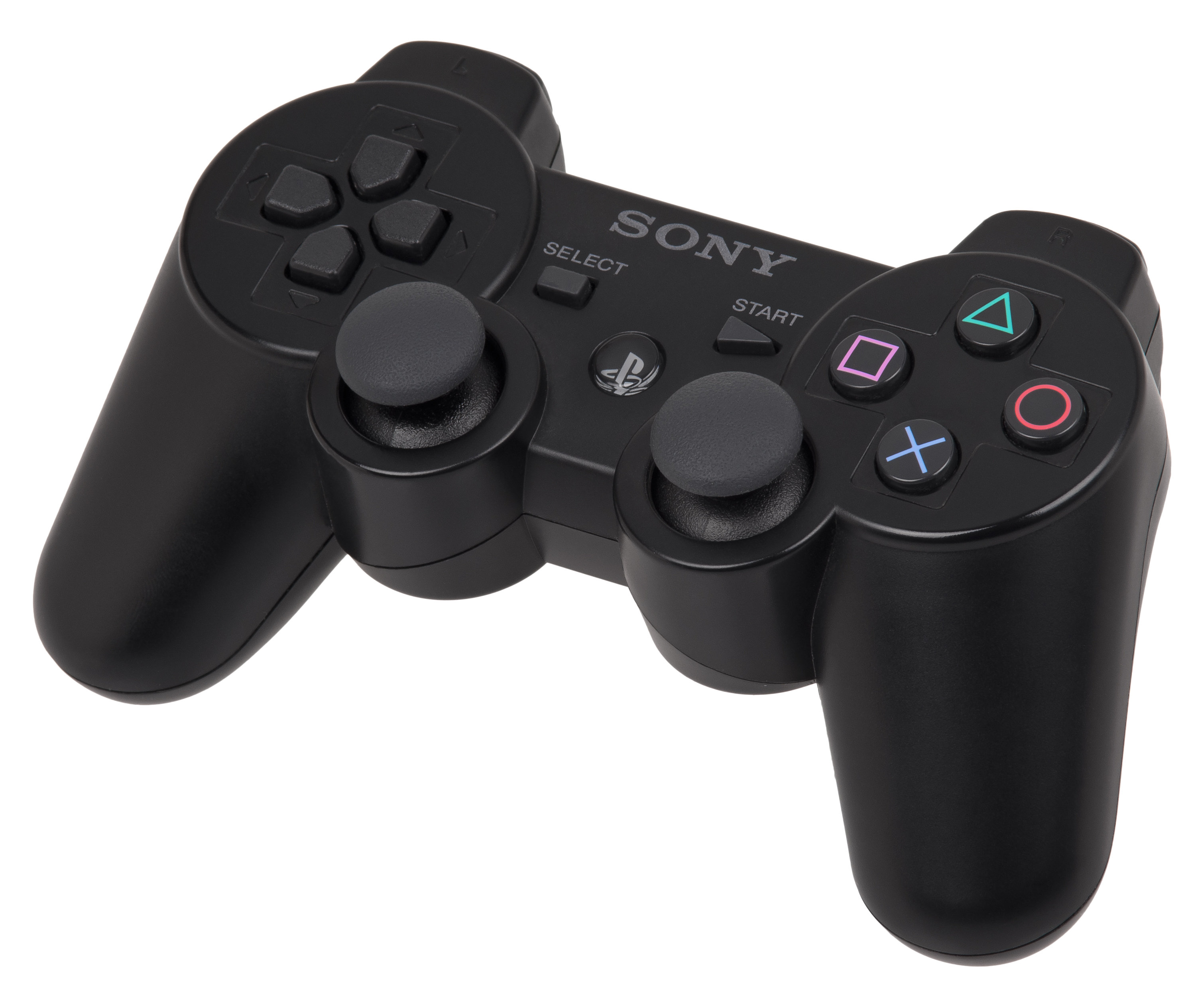
Dualshock 3

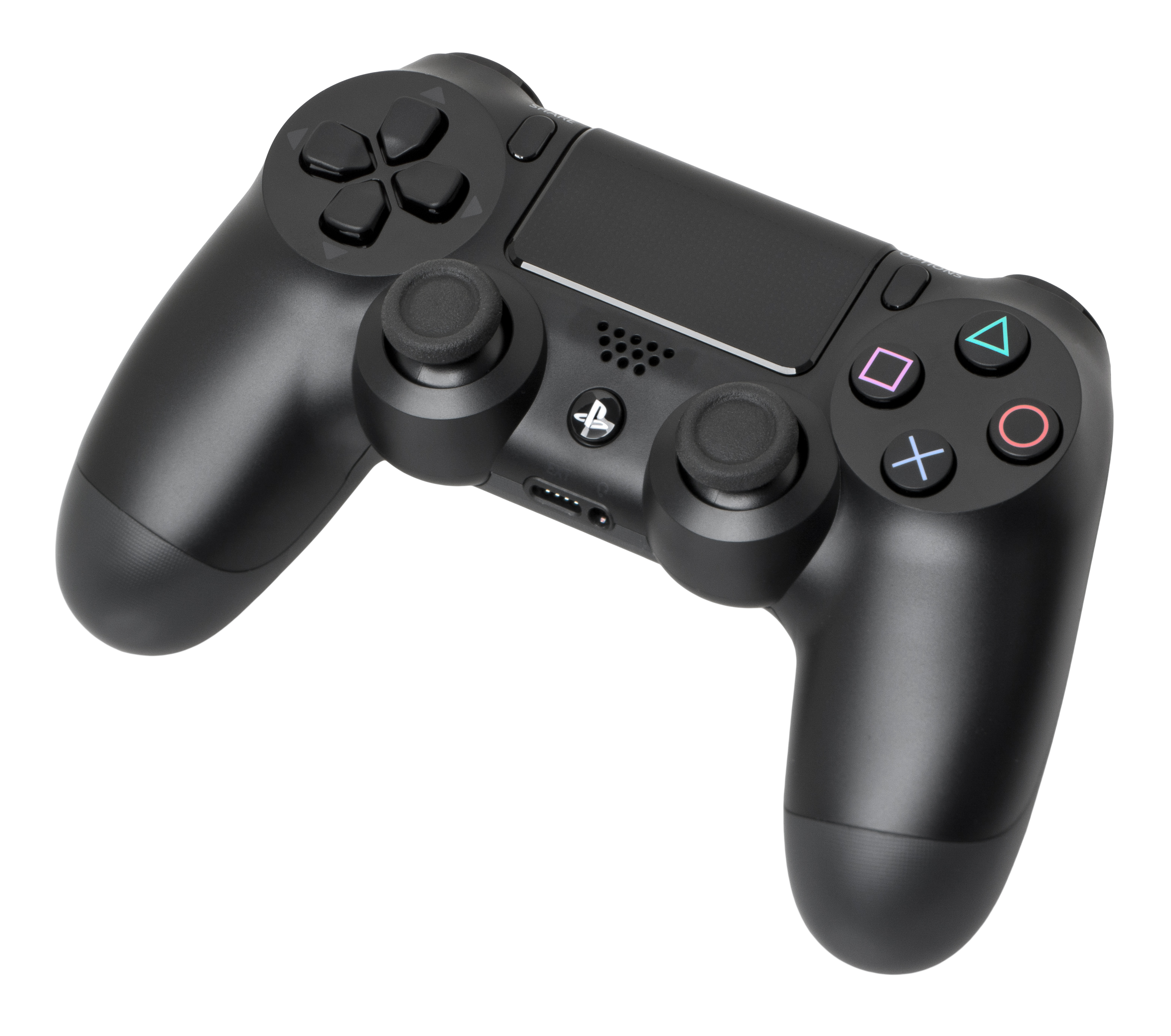
Dualshock 4

Dualshock, i marknadsföringssyfte skrivet DUALSHOCK eller DualShock, är en serie med handkontroller tillverkade av det japanska företaget Sony till företagets Playstation-konsoler. Gemensamt för kontrollerna i serien är utformningen samt att samtliga har force feedback.

## Varianter

### Dualshock
Dualshock är en utveckling av Playstations förstas handkontroll, Dual Analog Controller, och har försetts med inbyggd rumblefunktion som gör det möjligt för spel att ge rörelsefeedback till spelaren.

### Dualshock 2
DualShock 2 är känsligare för små rörelser och har mer tryckkänsliga knappar än Dualshock.

### Dualshock 3
DualShock 3 är en vidareutveckling av den trådlösa Playstation 3-kontrollen Sixaxis med tillagd rumblefunktion. Kontrollen finns i olika kulörer. Kontrollen släpptes den 2 juli 2008 i Europa.

### Dualshock 4
Dualshock 4 är Playstation 4:s huvudkontroll. Den liknar föregångaren Dualshock 3, men har ett flertal nya funktioner, bland annat en inbyggd pekplatta på framsidan av kontrollen, en högtalare för att höra effekter i spelet, ett uttag som möjliggör att man kan koppla in ett headset för att tillåta att kommunicera med vänner och höra spelet samtidigt, en "SHARE"-knapp som gör att genom ett enda knapptryck kunna dela vad man gör i spelet genom sociala nätverk. "START"- och "SELECT"-knapparna från de tidigare kontrollversionerna har ersatts med en "OPTIONS"-knapp. Kontrollen är också utrustad med en "LED Light Bar", ett upplyst parti framtill på kontrollen.